# Джаяни, Сергей Шождевич
Сергей Шождевич Джаяни (23 апреля 1928, Тифлис — 22 января 1990) — советский спортивный гимнаст. Победитель и бронзовый призёр чемпионата мира 1954 года. Заслуженный мастер спорта СССР (1954).

## Биография
Сергей Джаяни родился 23 апреля 1928 года в городе Тифлис (сейчас Тбилиси в Грузии).
В 1952 году окончил Тбилисский государственный педагогический институт.
Выступал в соревнованиях по спортивной гимнастике за тбилисское «Динамо». Шесть раз становился призёром чемпионата СССР. В 1954 году завоевал золото в опорном прыжке, трижды становился серебряным призёром (в 1951 году в вольных упражнениях, в 1953 году — в опорном прыжке, в 1955 году — на перекладине), дважды выигрывал бронзу (в 1951 году в опорном прыжке, в 1954 году — на перекладине).
В 1954 году завоевал две медали на чемпионате мира в Риме: золотую в командном многоборье, где сборная СССР финишировала с 689,900 балла, и бронзовую в опорном прыжке, где набрал 19,100 балла, уступив 0,150 балла завоевавшему золото Лео Соторнику из Чехословакии.
Заслуженный мастер спорта СССР (1954).
После окончания выступлений работал тренером.
Умер 22 января 1990 года.